# Chrysometa raripila
Chrysometa raripila là một loài nhện trong họ Tetragnathidae.
Loài này thuộc chi Chrysometa. Chrysometa raripila được Eugen von Keyserling miêu tả năm 1893.